# Strawberry Tree
Strawberry Tree – pierwsza na świecie publiczna ładowarka z panelami słonecznymi do urządzeń mobilnych. Jej autorem jest serbskie przedsiębiorstwo Strawberry Energy.

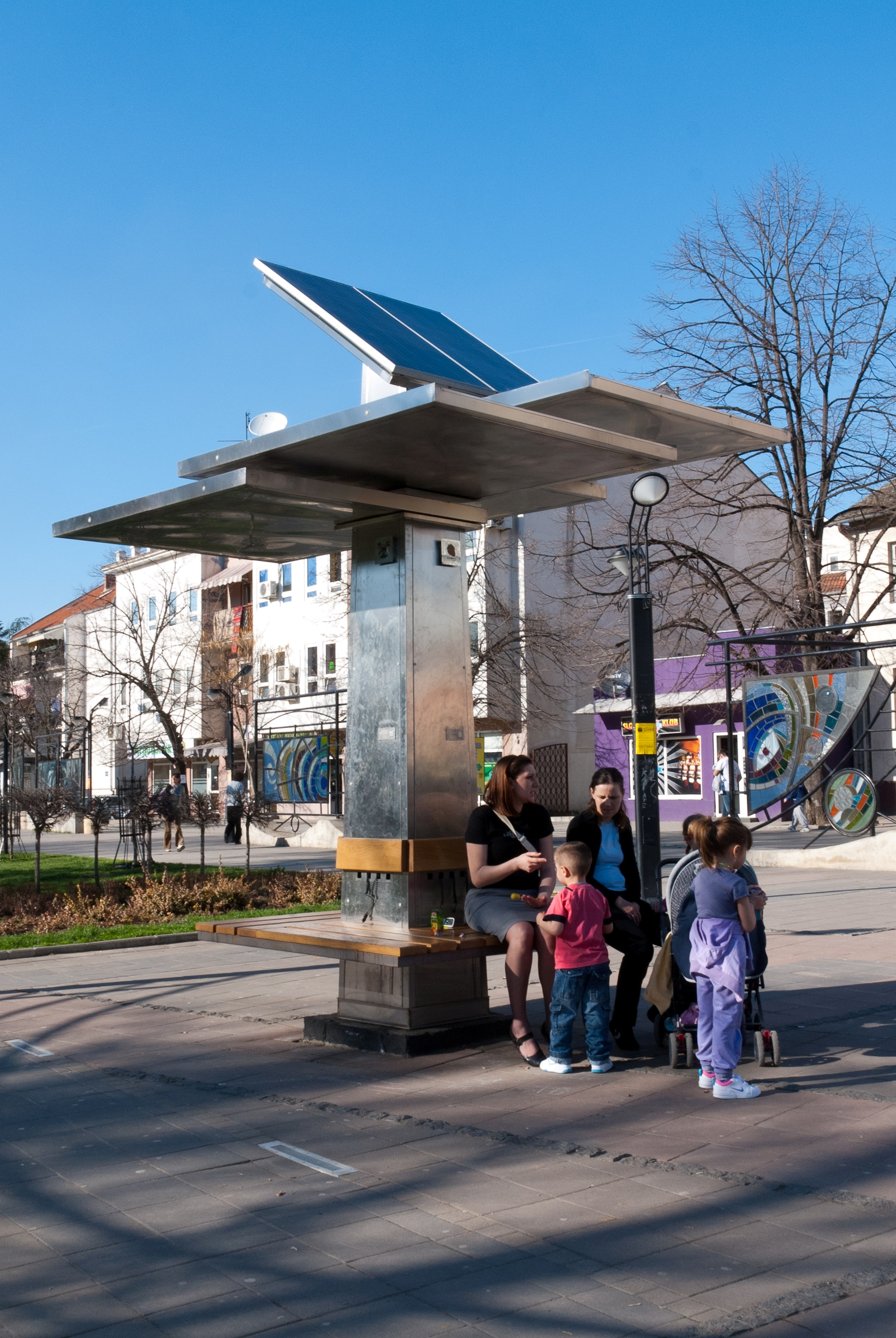
Strawberrry Tree w Obrenovacu

## Historia
Przedsiębiorstwo Strawberry Energy rozpoczęło działalność w marcu 2011 roku. Powstało na Wydziale Technologii i działało w ramach Inkubatora Przedsiębiorczości w Belgradzie w 2010 roku. Założycielem i dyrektorem generalnym jest Miloš Milisavljević. W skład 8-osobowego zespołu projektantów weszli studenci Uniwersytetu w Belgradzie z kierunków: inżynieria elektryczna, architektura, zarządzanie oraz projektowanie mechaniczne. Prototyp Strawberry Tree powstał w 2010 roku w domowym garażu i jego celem było udostępnienie bezpłatnego odnawialnego źródła energii. Został on zainstalowany w październiku 2010 roku na rynku w Obrenovacu, rodzinnej miejscowości założyciela firmy. Firma obecnie zajmuje się projektowaniem mebli zasilanych energią słoneczną. Do 2013 roku urządzenie zostało zainstalowane w dwóch miejscach w Belgradzie (w parku Tasmajdan i Zvezdara), w Obrenovacu, Nowym Sadzie, Kikindzie, Vranju, Borze i Valjevie. W 2013 roku dwa urządzenia zostały zainstalowane w Bośni i Hercegowinie, w Bijeljinie i jedno w Timișoarze w Rumunii. W 2015 roku urządzeń było dwanaście. Pierwsze na Słowacji zainstalowano w Bańskiej Bystrzycy. Koszt jednego urządzenia wynosi 20 000 euro.

## Opis
Strawberry Tree to podwójna ławka zwieńczona dużym panelem słonecznym z różnymi typami ładowarek do ładowania różnego rodzaju urządzeń. Oferuje również bezprzewodowy internet oraz pozwala na odpoczynek. Może zaspokoić potrzeby ludności z obszarów wiejskich i krajów rozwijających się nie mających dostępu do elektryczności. Punkty mogą również powstawać w miastach, aby zachęcać ludzi do korzystania z energii odnawialnej. Autorem projektu graficznego jest architekt Miloš Milivojević.

## Nagrody
- 2011 – wyróżnienie dla najbardziej innowacyjnego projektu w kategorii konsumpcja podczas Europejskiego Tygodnia Zrównoważonej Energii w Brukseli[11], chociaż Serbia nie była wtedy członkiem Unii Europejskiej[1][3].